# Úrsula (cráter de Titania)
Úrsula es un gran cráter de impacto de Titania, satélite del planeta Urano. Tiene alrededor de 135 km de diámetro y está cortado por el cañón Belmont Chasma. Su nombre está tomado de la comedia de William Shakespeare, Mucho ruido y pocas nueces, (Much ado about nothing). Es probable que sea uno de los más recientes cráteres de impacto de Titania. 
Úrsula tiene un foso central de un diámetro aproximado de 20 km. El cráter está rodeado de suaves llanuras que tienen las menores densidades de cráteres de impacto de todos los accidentes geológicos del satélite. Las llanuras pueden ser el resultado de depósitos de material eyectado asociado con Úrsula, o pueden ser el resultado de criovulcanismo.